# Pedro II de Bulgaria
Pedro II, nacido como Teodoro, también conocido como Teodoro Pedro (en búlgaro: Теодор-Петър; fallecido en 1197) fue el primer zar del restaurado Imperio búlgaro de 1185 a 1197. Era hijo de un pastor adinerado de las montañas del thema bizantino (o distrito) de Paristrion. Pedro y sus hermanos menores, Asen y Kaloján, fueron mencionados como valacos en la mayoría de las fuentes primarias, pero lo más probable es que fueran mestizos, de origen valaco, búlgaro y cumano.
Pedro y Asen se acercaron al emperador bizantino, Isaac II Ángelo, en Tracia en 1185, exigiendo una propiedad en los Balcanes. Después de que el emperador se negara y los humillara, decidieron incitar a la rebelión, aprovechando el descontento que un nuevo impuesto había causado entre los búlgaros y valacos. Para convencer a sus compatriotas de que se unieran a ellos, contrataron profetas nativos que declararon que san Demetrio de Tesalónica los apoyaba. Antes de fin de año, Pedro fue coronado y adoptó una insignia que solo usaban los emperadores.
El ejército bizantino derrotó a los rebeldes, lo que obligó a los hermanos a huir a los cumanos en abril de 1186. Regresaron a la cabeza de las tropas cumanas en otoño. Tomaron el control de Paristrion, poniendo fin a su sublevación con el establecimiento de un nuevo estado, considerado el sucesor del Primer Imperio búlgaro. Los hermanos realizaron ataques regulares contra los territorios bizantinos cercanos a principios de la década de 1190. Los conflictos entre Isaac II y el emperador del Sacro Imperio Romano Germánico, Federico Barbarroja, permitió a Pedro conquistar nuevos territorios en 1190. Pedro y Asen dividieron su reino en 1192, y Pedro recibió a Preslav y la región noreste. Concluyó un tratado de paz con el Imperio bizantino. Después de que Asen fuera asesinado por un boyardo en 1196, Pedro nombró a Kaloján para gobernar el antiguo reino de Asen. Pedro II fue asesinado al año siguiente.

## Nombres
El Libro de Boril, compuesto en 1211, se refirió a Teodoro como «Teodoro, llamado Pedro», lo que demuestra que Teodoro era su nombre original. Según una teoría académica muy extendida, cambió su nombre cuando fue coronado zar, probablemente en memoria de Pedro I de Bulgaria, que había sido canonizado a principios del siglo xi. El historiador Alexandru Madgearu dice que Teodoro debió haber adoptado el nuevo nombre en referencia a dos jefes de rebeliones antibizantinas del siglo xi, Pedro Deljan y Constantino Bodin (o Pedro), en lugar de Pedro I, quien intentó mantener paz con el Imperio bizantino. Teodoro Balsamón, patriarca de Antioquía, lo llamó «el rebelde Slavopetros» en un poema. Dos crónicas sobre la cruzada de Federico I Barbarroja se referían a Pedro como «Kalopeter» (de la expresión griega para «Pedro el Hermoso»).

## Primeros años
Se desconoce el año del nacimiento de Teodoro Pedro. Según Madgearu, aparentemente era el hijo mayor de un pastor adinerado de los montes Hemo. Por otro lado, ninguna fuente registra que Pedro o su hermano, Asen, tuvieran ganado. Madgearu dice que pudieron haber administrado una granja de caballos imperial, y agregó que sus propiedades probablemente estaban ubicadas cerca de Tarnovo. El historiador Ivan Duichev escribe que los hermanos eran jefes locales en los Balcanes.
Pedro y sus hermanos fueron mencionados como valacos en fuentes escritas a finales del siglo xii y principios del xiii, pero su origen étnico está sujeto a debates académicos. La presencia de muchos grupos étnicos en las tierras al sur del bajo Danubio en el siglo xii está bien documentada, por lo que lo más probable es que fueran de origen mestizo de valaco, búlgaro y cumano.
Pedro y Asen se acercaron al emperador bizantino Isaac II Ángelo cerca de Cipsela en Tracia (ahora İpsala en Turquía) a finales de 1185. Le pidieron al emperador que los reclutara en el ejército imperial y les concediera «por rescripto imperial una determinada finca situada en las proximidades de los montes Hemo, lo que les proporcionaría unos ingresos mínimos», según el historiador bizantino Nicetas Coniata. Las palabras de Coniata muestran que los hermanos querían recibir una pronoia (es decir, los ingresos de un estado imperial a cambio del servicio militar). Según una teoría académica, los hermanos en realidad intentaron convencer al emperador para que los convirtiera en gobernantes autónomos de Mesia, porque Coniata señala que en una etapa posterior de su rebelión, «no se contentaron simplemente con preservar sus posesiones y asumir el control del gobierno» de Mesia. Cualquiera que fuera su solicitud, Isaac II los rechazó. Asen también fue «golpeado en la cara y reprendido por su insolencia» por orden del tío del emperador, Juan Ducas.

## Rebelión

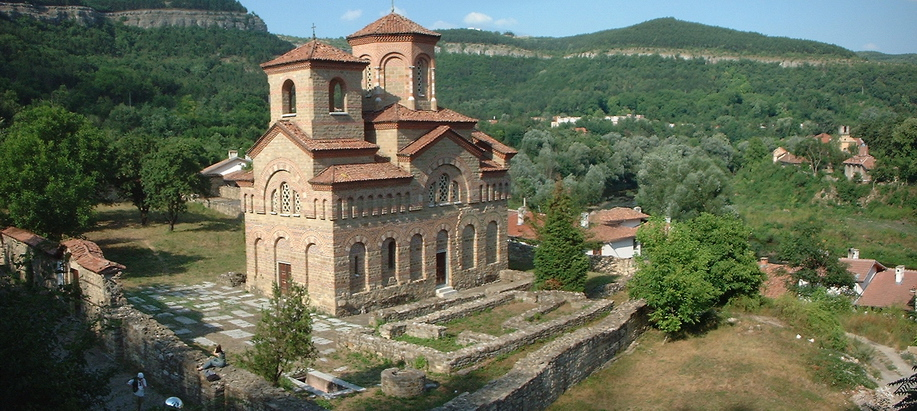
right Iglesia de San Demetrio de Tesalónica en Tarnovo, supuestamente erigida en el lugar donde se encontraba la "casa de oración" construida por Pedro y Asen.

Después de su humillación en Cipsela, Pedro y Asen regresaron a su tierra natal y decidieron incitar una rebelión. Un discurso formal, pronunciado en alabanza de Isaac II en 1193, declaró que Teodoro Pedro había sido el «primero en rebelarse» contra el emperador. Madgearu señala que Miguel Coniata describe a Pedro como un «esclavo renegado y odioso», lo que también sugiere que fue el instigador del levantamiento.
Los hermanos sabían que la recaudación de un impuesto extraordinario, que se había recaudado en el otoño de 1185, enfurecía a la población, especialmente en la región de Anquialo (ahora Pomorie en Bulgaria). Sin embargo, no pudieron provocar la rebelión del pueblo descontento inicialmente porque sus compatriotas miraron «con recelo la magnitud de la empresa», según Coniata. Pedro y Asen decidieron aprovechar la devoción de los búlgaros y valacos por el culto del santo mártir Demetrio de Tesalónica para persuadirlos de que se levantaran contra el dominio bizantino.
Pedro y Asen construyeron una «casa de oración» dedicada al santo y reunieron profetas y profetisas búlgaros y valacos. Siguiendo las instrucciones de los hermanos, los adivinos anunciaron «en sus desvaríos» que Dios había consentido el levantamiento contra los bizantinos, y san Demetrio abandonaría Tesalónica y «vendría a ellos para ser su ayudante y asistente» durante la próxima rebelión. Este «trabajo profesional de manipulación» fue eficaz: todos los presentes se unieron de buen grado al movimiento de los hermanos. Nicetas Coniata que registró estos eventos, no nombró el lugar de la reunión, pero Tarnovo es el lugar más probable según las opiniones de los académicos modernos.

## Zar de Bulgaria

### Comienzos
Aprovechando la guerra entre el Imperio bizantino y los normandos de Sicilia, los rebeldes invadieron Tracia y persuadieron a otros para que se unieran a ellos. alentados por las victorias, Pedro «colocó sobre su cabeza una corona de oro y fabricó coturnos escarlata para calzar sus pies», insignias que habían sido utilizadas solamente por los zares de Bulgaria. Aunque Coniata no menciona que Pedro también se proclamó zar, el uso de insignias imperiales muestra que o había sido proclamado zar, o al menos había reclamado el título. Madgearu dice que la coronación probablemente tuvo lugar antes de finales de 1185, porque un sacerdote, Basilio, supuestamente fue nombrado jefe de la restaurada Iglesia ortodoxa de Bulgaria ese año.
Pedro sitió Preslav, que había sido la capital del Primer Imperio búlgaro, pero no pudieron capturarla. Los rebeldes irrumpieron nuevamente en Tracia y se llevaron «muchas [personas] libres, mucho ganado y animales de tiro, y ovejas y cabras en un número no pequeño» a principios de 1186. Para evitar que los rebeldes cruzaran los pasos de montaña, Isaac II lanzó una campaña contra ellos, pero estos ocuparon «el terreno accidentado y los lugares inaccesibles» y resistieron los ataques. Sin embargo, una repentina «oscuridad» (asociada con el eclipse solar del 21 de abril de 1186) se levantó y «cubrió las montañas», permitiendo a los bizantinos infligir una severa derrota a los rebeldes.

### Exilio y retorno

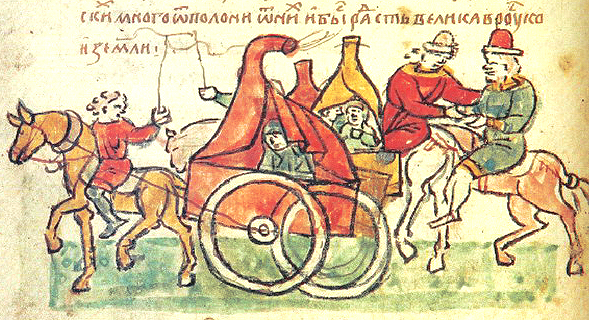
Cumanos descritos en la crónica de Radziwiłł.

Después de la victoria bizantina, un cortesano declaró que Pedro y Asen pronto se vieron obligados a ceder ante el emperador, describiendo a Pedro como un toro que había roto el yugo. Sin embargo, los hermanos huyeron a través del bajo Danubio y buscaron ayuda de los cumanos. Las tropas imperiales «prendieron fuego a las cosechas reunidas en montones» por los habitantes locales, pero no hicieron grandes esfuerzos por capturar las fortalezas de los rebeldes que estaban «construidas sobre escarpados acantilados y picos cubiertos de nubes».
Isaac II tampoco pudo guarnecer los castillos a lo largo del bajo Danubio, lo que permitió a los refugiados regresar, acompañados por tropas cumanas en el otoño de 1186. Pedro había prometido un rico botín y un salario a los cumanos para convencerlos en apoyarlo, según una carta que Nicetas Coniata escribió sobre el nombre del zar un año después de los hechos. El mismo autor atribuye a Asen el protagonismo de la campaña militar que siguió en su crónica. Los rebeldes y sus aliados cumanos invadieron el Imperio bizantino y tomaron el control de Paristrion (o Mesia) entre el bajo Danubio y las montañas. A partir de entonces, la unificación de Mesia y Bulgaria «en un imperio como en la antigüedad» (es decir, la restauración del Primer Imperio búlgaro) se convirtió en su principal objetivo. Alrededor de ese tiempo (en 1187 o 1188), Asen se convirtió en cogobernante de Pedro.
Según una teoría académica, Isaac II reconoció la independencia de los territorios bajo el gobierno de Pedro y Asen en un tratado de paz firmado en el verano de 1188. John Van Antwerp Fine escribe, el reino de los hermanos «incluía el territorio entre los Balcanes y el Danubio». Madgearu propone que los territorios al sur de las montañas, hasta la línea que conecta Plovdiv, Stara Zagora y Ahtopol, también se incorporaron al nuevo estado. Coniata no menciona el supuesto tratado. El historiador Paul Stephenson afirma que no ha encontrado pruebas en apoyo de un tratado que reconozca la independencia del nuevo estado, pero también enfatiza que el territorio al norte de las montañas estaba gobernado por varios señores valacos, búlgaros y cumanos que consideraban a Pedro y Asen como sus soberanos.

### Tercera cruzada
Un número significativo de búlgaros y valacos permanecieron bajo el dominio bizantino después de 1188. Aquellos que fueron sometidos al gobernador bizantino de Braničevo acosaron a los cruzados del emperador del Sacro Imperio Romano Germánico, Federico I Barbarroja, en julio de 1189. Por esa época, Esteban Nemanja, Gran Župan (o gobernante) de Serbia, se apoderó de partes del thema (o distrito) bizantino de Bulgaria. Nemanja y Pedro concluyeron un acuerdo contra los bizantinos.
Pedro quería aprovechar la presencia de los cruzados para expandir su gobierno. Pedro y su hermano tomaron el control de «la región donde el Danubio desemboca en el mar» (actual Dobruja) en el verano. Ya había enviado una embajada a Barbarroja en Niš en julio, ofreciéndole «el debido respeto y una promesa de asistencia fiel contra sus enemigos». Envió un segundo emisario a Barbarroja, que había entrado en conflicto con Isaac II, a Adrianópolis (ahora Edirne en Turquía) en diciembre, ofreciendo «cuarenta mil valacos y cumanos armados con arcos y flechas» para luchar contra los bizantinos. También anunció su derecho a «la corona imperial del reino de los griegos» (o Imperio bizantino).
Barbarroja de hecho estaba contemplando un ataque contra Constantinopla, pero cambió de opinión y firmó un tratado de paz con Isaac II en febrero de 1190. El día en que se firmó el tratado, el emisario de Isaac II trató de convencer a Barbarroja de acción militar conjunta contra los valacos, mientras que el delegado de Pedro volvió a proponer una alianza contra los bizantinos. Sin embargo, Barbarroja, que quería continuar la cruzada hacia Tierra Santa, rechazó ambas ofertas.

### Nuevos conflictos

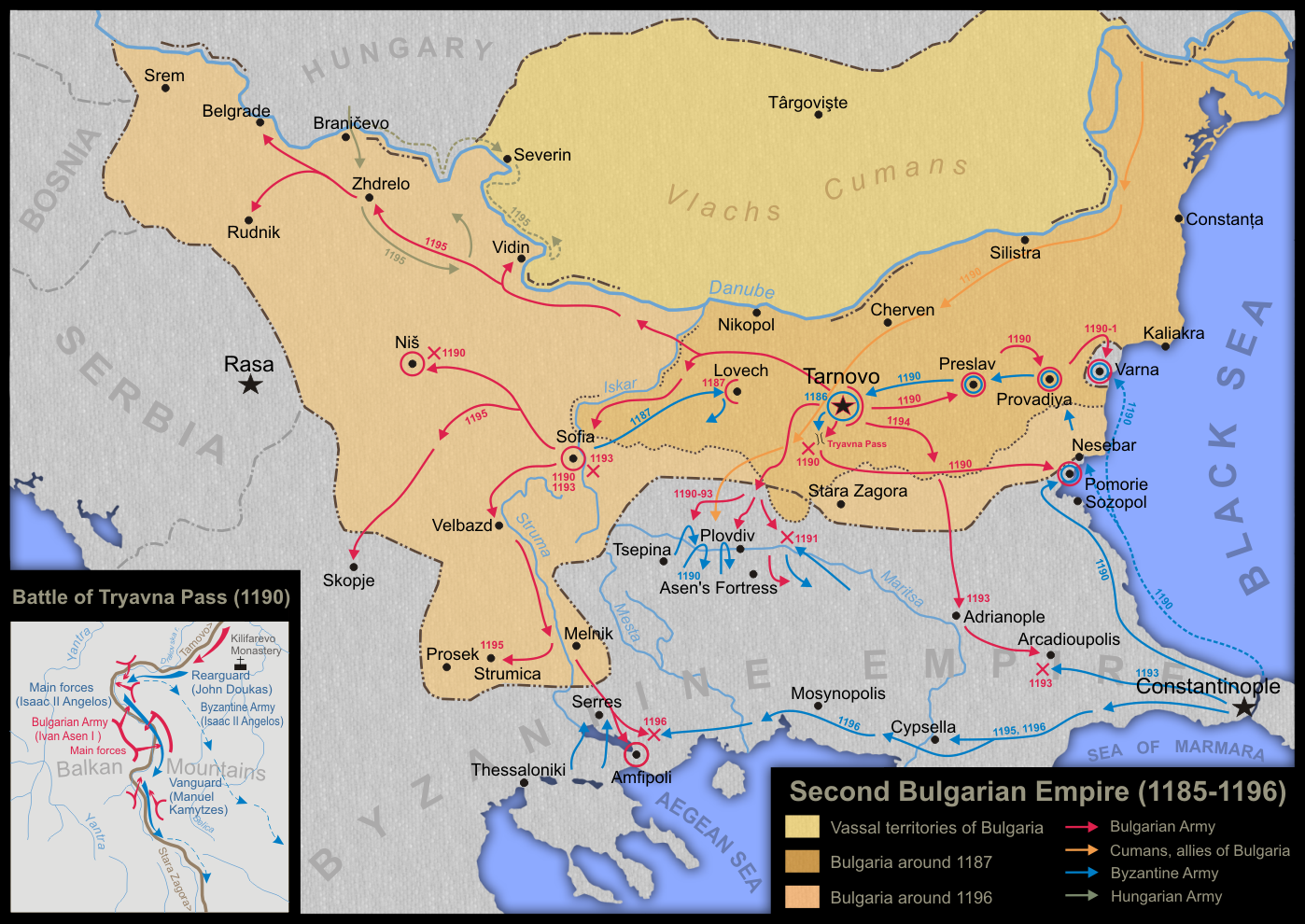
El Segundo Imperio búlgaro de 1185 a 1196 bajo el gobierno del zar Pedro II y el zar Iván Asen I, según un atlas histórico búlgaro. La teoría de que Bulgaria incluía Oltenia y Muntenia, tal como se presenta en el mapa, no es universalmente aceptada por los historiadores.

Después de que Barbarroja dejó Tracia, Isaac II pudo hacer nuevos intentos para recuperar las tierras perdidas por Pedro y Asen. En julio de 1190, invadió los reinos de los hermanos a través del paso Rish y envió una flota al bajo Danubio para evitar que los cumanos cruzaran el río. Sin embargo, los hermanos ya habían reforzado su fortificación y evitaron enfrentamientos directos con los invasores. El emperador decidió regresar a su capital después de que le informaran que las tropas cumanas habían cruzado el bajo Danubio en septiembre. Los valacos y los búlgaros tendieron una emboscada al ejército imperial en un paso estrecho y le infligieron una gran derrota. Isaac II escapó, pero gran parte del ejército murió y los vencedores se apoderaron de «la insignia del emperador más valiosa», incluida su corona piramidal y las reliquias asociadas con la Virgen María.
Los valacos, búlgaros y cumanos reanudaron sus incursiones contra los territorios bizantinos. Saquearon Varna y Pomorie; destruyeron Triaditsa y se apoderaron de las reliquias de Juan de Rila, un santo especialmente venerado por los búlgaros. Isaac II derrotó a los merodeadores cumanas cerca de Plovdiv en abril de 1191. Nombró a su primo, Constantino Ducas Ángelo, comandante de Plovdiv en 1192. Constantino impidió que Pedro y Asen hicieran frecuentes saqueos contra Tracia, pero quedó cegado después de que intentó destronar al emperador. Pedro y Asen se regocijaron por el destino de Constantino. Según Coniata, dijeron que estaban dispuestos a hacer «a Isaac emperador sobre su propia nación, porque no podría haber beneficiado a los valacos más que arrancarle los ojos a Constantino».
Al menos dos elogios pronunciados en 1193 proporcionan evidencia de que Isaac había logrado crear una brecha entre Pedro y Asen. Un orador mencionó que Pedro había concluido un tratado de paz con los bizantinos; el otro lo describió como «un obstáculo para su hermano» y un enemigo para su propia familia, mientras que describió a Asen como un «rebelde sumamente imprudente y obstinado». Jorge Acropolita registra que Preslav, Provadia y el «área alrededor de ellos» todavía se conocía como «la tierra de Pedro» en el siglo xiii. Las fuentes sugieren que los hermanos dividieron los territorios bajo su dominio en dos, muy probablemente en 1192, Recibiendo la región noreste, Pedro estableció su capital en Preslav. Fine dice que la disputa entre los hermanos probablemente se rectificó pronto, porque juntos ordenaron la invasión de Tracia en 1193.

### Últimos años
Asen fue asesinado en Tarnovo por el boyardo Ivanko en el otoño de 1196. Pedro pronto reunió a sus tropas, se apresuró a ir a la ciudad y la sitió. Ivanko envió un emisario a Constantinopla, instando al nuevo emperador bizantino, Alejo III Ángelo, a enviarle refuerzos. El emperador envió a Manuel Camitzes a dirigir un ejército a Tarnovo, pero el miedo a una emboscada en los pasos de montaña provocó un motín y las tropas lo obligaron a regresar. Ivanko se dio cuenta de que ya no podía defender Tarnovo y huyó de la ciudad a Constantinopla. Pedro entró en Tarnovo. Después de convertir a su hermano menor Kaloján en gobernante de la ciudad, regresó a Preslav.
Pedro fue asesinado «en circunstancias desconocidas» en 1197. Fue «atravesado por la espada de uno de sus compatriotas», según el registro de Coniata. El historiador István Vásáry escribe, Pedro fue asesinado durante un motín; Stephenson propone, los señores nativos se deshicieron de Pedro, debido a su estrecha alianza con los cumanos.